# Harelbeke
Harelbeke è un comune belga di 26 957 abitanti, situato nella provincia fiamminga delle Fiandre Occidentali.